# The Company – Das Ensemble
The Company – Das Ensemble (The Company) ist ein US-amerikanisch-deutsches Filmdrama aus dem Jahr 2003. Regie führte Robert Altman, das Drehbuch schrieb Barbara Turner.

## Handlung
Der Film zeigt in verschiedenen Handlungssträngen das Leben der Mitarbeiter des in Chicago angesiedelten Joffrey Balletts. Der Mitgründer des Ensembles Alberto Antonelli fungiert als Kunstdirektor. Die Tänzerin Ry gilt als talentiert, aber schwierig im Zusammenleben. Sie bemüht sich um die Rolle der Solotänzerin. Ry lernt den Restaurantbesitzer Josh kennen, in den sie sich verliebt. Der Film zeigt, mit wie viel Mut, Talent und Ausdauer, Ry für ihren Platz in der Company kämpft.

## Kritiken
Kevin Thomas schrieb in der Los Angeles Times vom 24. Dezember 2003, Malcolm McDowell könne das „feurige Temperament“ des Kunstdirektors eines Balletts richtig darstellen. Er, der Regisseur und die Drehbuchautorin Barbara Turner würden den Klischees trotzen.
Das Lexikon des internationalen Films schrieb, der Film sei ein „eher abstrakt bleibender Tanzfilm, ohne eigentliche Handlung, mit hingetupften Spannungsbögen, verklammert durch einige ausgetanzte Ballett-Szenen“. Er zehre „von der Leichtigkeit des Sujets und dürfte vor allem Freunde des modernen Tanztheaters ansprechen“.
Rotten Tomatoes fasste die gesammelten Kritiken derart zusammen:

„Its deliberately unfocused narrative may frustrate some viewers, but The Company finds Altman gracefully applying his distinctive eye to the world of dance.“

„Seine absichtlich unkonzentrierte Erzählung mag einige Zuschauer frustrieren, aber Altman richtet sein unverwechselbares Auge anmutig auf die Welt des Tanzes.“

Prisma nennt den Film „reines Fan-Futter für Ballett-Begeisterte“ und ansonsten „lediglich die Beobachtung eines langweiligen Ballett-Alltags ohne jegliche Dramaturgie“.
Die Kritik von Cinema meint, Regisseur Robert Altman verhalf „Scream“-Queen und Ex-Ballerina Neve Campbell zu einem Spitzen-Comeback. Er habe es verstanden, geschlossene Welten und Dutzende gleichberechtigter Charaktere im Mikrokosmos zwischen Probenraum und Bühne, Schinderei und Triumph zu entwerfen. Sein Film sei schnörkellos wie eine Dokumentation, eine Ode an das Tanzen selbst. Die Handlung um den Aufstieg der Ballerina diene lediglich als roter Faden; ihre Liebe zu einem Koch wäre nur eine Randbemerkung. Das Fazit lautet daher, der Film konzentriere sich ganz aufs Tanzen.

## Auszeichnungen
Susan Kaufmann wurde im Jahr 2004 für das Design der Kostüme für den Golden Satellite Award nominiert. Der Film wurde 2004 für den Tonschnitt für den Golden Reel Award nominiert.

## Hintergründe
Der Film wurde in Chicago gedreht. Seine Produktionskosten betrugen schätzungsweise 15 Millionen US-Dollar. Die Weltpremiere fand am 8. September 2003 auf dem Toronto International Film Festival statt, danach wurde der Film unter anderen auf dem Boston Film Festival, dem Hawaii International Film Festival und dem Internationalen Filmfestival Karlovy Vary gezeigt. Der Film wurde in ausgewählten Kinos der USA vorgeführt, in den er ca. 2,28 Millionen US-Dollar einspielte.
Die Figur des Alberto Antonelli ist Berichten zufolge stark an den Tänzer, Choreographen und langjährigen Leiter des Robert Joffrey Balletts, Gerald Arpino, angelehnt.